# 楊盛
楊盛（364年—425年），氐人，是394年至425年間的仇池（今中國甘肅南一帶）首領。
上任首領楊定在394年死後無子，堂兄弟楊盛立，自稱征西將軍、秦州刺史、仇池公。楊盛聞東晉亡，仍然使用東晉義熙年號。422年，南朝的宋封楊盛為武都王。425年六月，楊盛去世，享年62歲，私諡曰惠文王。